# Мена (Тюрингия)
Мена (нем. Mehna) — община в Германии, в земле Тюрингия.
Входит в состав района Альтенбург. Подчиняется управлению Альтенбургер Ланд. Население составляет 344 человека (на 31 декабря 2010 года). Занимает площадь 4,69 км².
Коммуна подразделяется на 3 сельских округа.